# Ross Sykes
Ross James Sykes (Burnley, 26 maart 1999) is een Engels voetballer die sinds 2022 uitkomt voor Union Sint-Gillis.

## Carrière
Sykes genoot van zijn elfde tot zijn dertiende zijn jeugdopleiding bij Burnley FC, maar moest er vervolgens vertrekken. Op een bepaald moment wilde hij het voetbal opgeven, maar zijn moeder overtuigde hem om verder te doen. Uiteindelijk vond hij met Accrington Stanley FC een nieuwe club. In mei 2016 ondertekende hij er zijn eerste profcontract. In 2017 leende de club hem even uit aan Southport FC, een club uit de National League North.
Na zes seizoenen in het eerste elftal van Acrrington Stanley, waarvan twee in de League Two en vier in de League One, ondertekende hij in juni 2022 een vierjarig contract met optie op een extra jaar bij de Belgische vicekampioen Union Sint-Gillis. Op 23 juli 2022 maakte hij zijn officiële debuut voor Union: op de openingsspeeldag kwam hij tegen Sint-Truidense VV (1-1) nog voor de rust de geblesseerde Ismaël Kandouss vervangen. Een week later scoorde hij zijn eerste officiële doelpunt voor de club in de 1-0-zege tegen Sporting Charleroi.

## Clubstatistieken
| Seizoen     | Club               | Competitie         | Competitie | Competitie | Competitie | Beker | Beker | Beker | Internationaal | Internationaal | Internationaal | Totaal | Totaal | Totaal |
| Seizoen     | Club               | Competitie         | Wed.       | Dlp.       | Ass.       | Wed.  | Dlp.  | Ass.  | Wed.           | Dlp.           | Ass.           | Wed.   | Dlp.   | Ass.   |
| ----------- | ------------------ | ------------------ | ---------- | ---------- | ---------- | ----- | ----- | ----- | -------------- | -------------- | -------------- | ------ | ------ | ------ |
| 2016/17     | Accrington Stanley | EFL League Two     | 0          | 0          | 0          | 3     | 0     | 0     | —              | —              | —              | 3      | 0      | 0      |
| 2017/18     | Accrington Stanley | EFL League Two     | 2          | 0          | 1          | 3     | 0     | 0     | —              | —              | —              | 5      | 0      | 1      |
| 2018/19     | Accrington Stanley | EFL League One     | 20         | 2          | 0          | 6     | 1     | 0     | —              | —              | —              | 26     | 3      | 0      |
| 2019/20     | Accrington Stanley | EFL League One     | 31         | 1          | 2          | 8     | 2     | 0     | —              | —              | —              | 39     | 3      | 2      |
| 2020/21     | Accrington Stanley | EFL League One     | 9          | 1          | 0          | 5     | 0     | 0     | —              | —              | —              | 14     | 1      | 0      |
| 2021/22     | Accrington Stanley | EFL League One     | 39         | 3          | 4          | 5     | 0     | 0     | —              | —              | —              | 44     | 3      | 4      |
| Club Totaal | Club Totaal        | Club Totaal        | 101        | 7          | 7          | 30    | 3     | 0     | 0              | 0              | 0              | 131    | 10     | 7      |
| 2022/23     | Union Sint-Gillis  | Jupiler Pro League | 18         | 2          | 1          | 1     | 0     | 0     | 5              | 0              | 0              | 24     | 2      | 1      |
| Club Totaal | Club Totaal        | Club Totaal        | 18         | 2          | 1          | 1     | 0     | 0     | 5              | 0              | 0              | 24     | 2      | 1      |
| TOTAAL      | TOTAAL             | TOTAAL             | 119        | 9          | 8          | 31    | 3     | 0     | 5              | 0              | 0              | 155    | 12     | 8      |

## Erelijst
| Beker van België | 1× | 2023/24 |